# مراد بركات
مراد بركات لاعب كرة سلة أردني والنادي الأرثوذكسي، برز في الثمانينيات حين لعب لمنتخب بلاده وأحرز معه ذهبية دورة الألعاب العربية بالمغرب. أشرف على تدريب نادي زين لعدة أعوام. 

## مسيرته الرياضية
فاز بلقب هداف قارة آسيا العام 1986 برصيد 205 نقاط في دورة الألعاب الآسيوية التي أقيمت في كوريا الجنوبية، وأفضل لاعب عربي مدة عشرة أعوام حسب اختيار الاتحاد العربي للعبة.
أعلن اعتزال اللعب العام 1993، وواصل مسيرته ليصبح مدرباً لناديه الأرثوذكسي حتى العام 1999، وفاز مع ناديه كمدرب ببطولة الدوري سبع مرات. وتمكن مراد أثناء قيادته لمنتخب الشباب من تحقيق أول إنجاز عالمي لكرة السلة الأردنية، عندما تأهل المنتخب الوطني الشاب إلى نهائيات كأس العالم العام 1995 والتي أقيمت في العاصمة اليونانية أثينا.
تسلّم إدارة المنتخب الوطني لكرة السلة الذي حقق الميدالية الذهبية في بطولة غرب آسيا العام 2003، والميدالية الذهبية في بطولة الملك عبد الله الرابعة التي أقيمت في عمان عام 2004، إوقام بتدريب فريق نادي أبناء نيبال اللبناني ثم فريق الأنترانيك، كما درب نادي فاست لينك عدة مواسم وحقق انجازات خارجية وداخلية متعددة.

## وصلات خارجية
- مراد بركات على موقع كووورة